# Đảng Cải cách Estonia
Đảng Cải cách Estonia (tiếng Estonia: Eesti Reformierakond) là một chính đảng ở Estonia. Andrus Ansip là chủ tịch đảng này, ông cũng là Thủ tướng Chính phủ Estonia. Đảng Cải cách Estonia (tiếng Estonia: Eesti Reformierakond) là một đảng trung hữu, theo đường lối thị trường tự do ở Estonia. Đảng có 33 ghế trong Quốc hội 101 ghế của Estonia (Riigikogu), làm cho nó trở thành đảng lớn nhất trong cơ quan lập pháp của quốc gia này. Trừ ba năm đầu kể từ khi thành lập năm 1994, đảng này đã hiện diện trong chính phủ Estonia liên tục.
Đảng này đã được thành lập bởi Chủ tịch ngân hàng lúc đó của Estonia Siim Kallas như một sự chia rẽ từ Pro Patria. Tại cuộc bầu cử năm 1995, đảng đã giành được 19 ghế trong Riigikogu, khiến cho đảng này là đảng lớn thứ hai trong Quốc hội. Đảng Cải cách thay thế Đảng Trung tâm Estonia trong chính phủ vào mùa thu năm 1995, và ở lại đó cho đến năm 1996. Trong năm 1999, đảng bị mất một ghế, nhưng quay trở lại nội các liên minh với Liên minh các Pro Patria và người ôn hòa thuộc Đảng nhân dân. Đảng này vẫn trong liên minh khác nhau kể từ đó, Andrus Ansip, Thủ tướng Chính phủ từ năm 1995. Trong cuộc bầu cử năm 2007, đảng giành được 31 ghế, trở thành đảng lớn nhất lần đầu tiên, và tăng ghế của mình một lần nữa vào năm 2011, với 33 ghế.
Đảng Cải cách đã tham gia trong hầu hết các liên minh chính phủ ở Estonia kể từ giữa những năm 1990, ảnh hưởng của nó đã được tuyệt vời, đặc biệt là liên quan đến thị trường tự do của Estonia và chính sách thuế thấp. Đảng này là thành viên đầy đủ của Tự do quốc tế từ năm 1996, đã là một thành viên quan sát từ 1994-1996, và là thành viên đầy đủ của đảng Dân chủ Tự do châu Âu và Đảng Cải cách. Người sáng lập và là chủ tịch đầu tiên của Đảng Cải cách, Siim Kallas, kể từ năm 2004 là một Ủy viên của Ủy ban châu Âu. Ông cũng là một trong năm Phó Chủ tịch Ủy ban Barroso.